# Уолсер, Дон
Дональд Рэй Уолсер (англ. Donald Ray Walser; 14 сентября 1934, Браунфилд, Техас — 20 сентября 2006[…]) — американский музыкант, исполнитель музыки кантри.

## Биография и карьера
Уолсер родился в городе Браунфилд (Техас), рос в Ламисе. С детства был музыкантом-любителем, в 16 лет основал свою первую группу The Panhandle Playboys и даже выступал вместе с Бадди Холли.
Дон Уолсер был малоизвестен за пределами родного Техаса. 
С 1959 по 1961 год был участником группы The Texas Plainsmen и вëл еженедельную радиопрограмму. 
Написал песню «Rolling Stone from Texas», которая в 1964 году получила четырëхзвëздочную оценку в журнале Billboard.
В 1994 году Уолсер выпустил одноимённый альбом. 
В 1996 году выступал на разогреве у самого Джонни Кэша.
Изредка получал эпизодические роли в фильмах-вестернах.
В сентябре 2003 года Дон Уолсер был вынужден оставить карьеру из-за проблем со здоровьем. 
Ушёл из жизни 20 сентября 2006 года в возрасте 72 лет. Причиной смерти послужили осложнения, вызванные диабетом.

## Дискография
- Texas Souvenir (1992)
- Rolling Stone From Texas (1994)
- The Archive Series: Volume 1 (1995)
- The Archive Series Volume 2 (1995)
- Texas Top Hand (1996)
- Down At The Sky-Vue Drive-In (1998)
- Here's To Country Music (1999)
- I'll Hold You In My Heart (2000, Valley Entertainment[3])
- Dare To Dream: The Best of Don Walser (2001)
- Texas Legend (2006)